# Santa's Little Helper (film)
Santa's Little Helper is een Amerikaanse komediefilm met in de hoofdrol Mike Mizanin. De film kwam direct uit op dvd en Blu-ray op 17 november 2015.

## Verhaal
Dax (Mizanin) is een hebzuchtige, materialistische man, die niet schroomt om een jeugdcentrum te sluiten enkele dagen voor Kerstmis. Dax wordt vervolgens door een steekspel in het bedrijf ontslagen, en omdat hij boven zijn stand leeft, verliest hij zijn vriendin, auto, en zijn huis.
Ondertussen op de Noordpool is Santa Claus (Keenleyside) op zoek naar vervanging voor zijn eerste hulpje. Eleanor (Paige), de dochter van de vrijgevige kerstman, is van mening dat deze taak voor haar is, maar de kerstman is ervan overtuigd dat de Noordpool een menselijke invloed kan gebruiken. Hij geeft Billie (McCord) de taak om Dax te onderzoeken als mogelijke kandidaat. Billie is een vriendelijke elf die wordt gemeden door veel van haar elfachtige broeders, als gevolg van een genetisch defect dat haar ronde oren geeft.
Billie geeft Dax een reeks van moeilijke en pijnlijke taken om zijn karakter te testen, en zo nu en dan hem te redden met Noordpool-magie. Ze verklapt niet dat de kerstman hem wil inhuren. Dax maakt een matige start maar wordt milder tijdens de proeven terwijl hij een wederzijdse aantrekkingskracht ontwikkelt voor Billie. Nadat Dax een slachtoffer van een overval helpt om een kostbare ring terug te krijgen, verklaart Billie hem geschikt voor de functie.
Dax gelooft niet dat hij komt te werken voor de kerstman, zodat de kerstman zelf bij Dax thuis komt om hem te overtuigen om de baan te nemen. Een flashback onthult dat Dax ooit optimistisch en vriendelijk was, totdat hij valselijk werd beschuldigd van het stelen van geld uit het jeugdcentrum dat hij sloot in de opening van de film.
Dax aanvaardt de positie van eerste hulpje, maar Eleanor daagt hem uit voor een zware hindernisbaan waarbij de winnaar de baan krijgt. Dax verliest en Eleanor wordt uiteindelijk benoemd als eerste hulpje van de kerstman.
Dax keert terug naar huis, waarbij hij een magische bel steelt die wensen laat uitkomen. Hij is van plan om het te gebruiken om het jeugdcentrum te redden. De kerstman komt tussenbeide en stopt zijn pogingen om magie te gebruiken. Daarop geeft Dax een toespraak om het jeugdcentrum te redden van een sloopkogel. De kerstman plaatst Eleanor op de lijst van ongehoorzame personen voor haar slechte sportiviteit tijdens de wedstrijd met Dax, waardoor ze wordt gediskwalificeerd vanuit de positie. De kerstman onthult dat het eigenlijk Billie was die hij testte voor de functie van eerste hulpje. Billie en Dax delen ten slotte een romantische omhelzing onder een magische sneeuwval.

## Rolverdeling
- Mike Mizanin als Dax
- AnnaLynne McCord als Billie
- Saraya-Jade Bevis als Eleanor
- Eric Keenleyside als Kerstman
- Maryse Ouellet Mizanin als Melody
- Kathryn Kirkpatrick als vrouw van de Kerstman
- Geoff Gustafson als Fitz
- Ben Wilkinson als Lane
- Mitchell Kummen als jonge Dax